# Leiterfolie

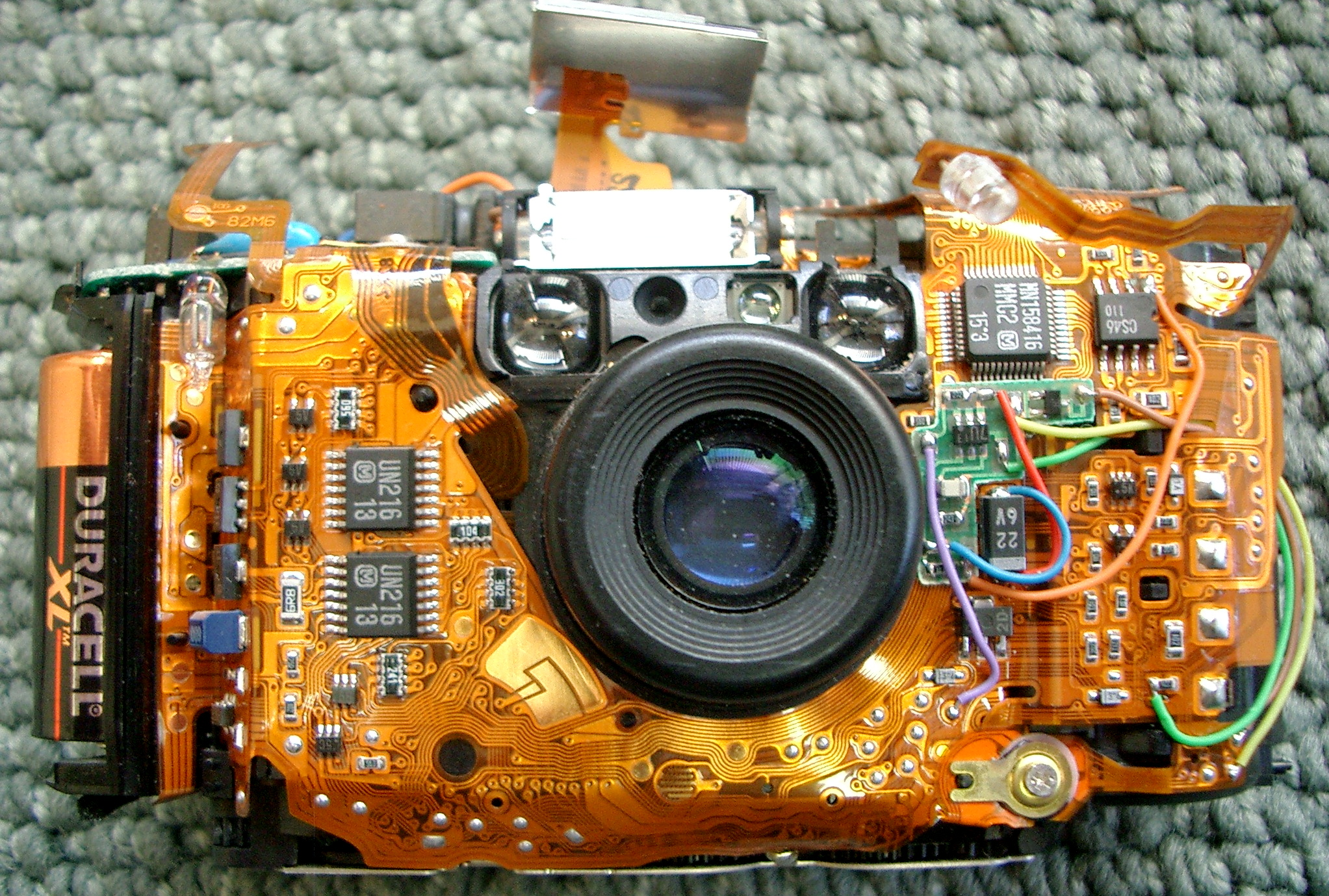
Eine Digitalkamera mit entferntem Gehäuse zeigt Folienleiter mit darauf aufgebrachten elektronischen Bauteilen.

Als Leiterfolien werden flexible Leiter auf Folienbasis bezeichnet. Diese haben z. B. eine Polyimid-Folie als Basis, auf der elektrisch leitfähige Streifen aufgebracht wurden.
Auf den Leiterfolien können zudem elektronische Bauteile aufgebracht werden.
Damit aufgebaute elektrische Baugruppen sind zwar aufwändiger und damit teurer als andere Verbindungenmethoden, können jedoch platzsparend durch Falten in engste Räume z. B. von Fotoapparaten, Videokameras oder Smartphones oder Armaturenbretter eingesetzt werden.
Andere Benennungen sind u. a. Flexleitung, oder im Automobilsektor Wickelfeder für elektrische Verbindungen zwischen Lenkstock und Lenkrad.